# Гран-при Рюди Даненса
Гран-при Рюди Даненса (нидерл. Grand Prix Rudy Dhaenens) — шоссейная однодневная велогонка, с 1999 по 2007 год проводившаяся в бельгийской коммуне Невеле, провинция Восточная Фландрия. Названа в память об Рюди Даненсе, чемпионе мира 1990 года в групповой гонке, трагически погибшего в 36 лет на Туре Фландрии в 1998 году. 
С 2000 года входила в гоночный календарь UCI; в 2005 году проводилась в рамках UCI Europe Tour под категорией 1.1. В 2006 и 2007 годах была одной из гонок национального велошоссейного календаря Бельгии.

## Призёры
| Год  | Победитель         | Второй        | Третий             |
| ---- | ------------------ | ------------- | ------------------ |
| 1999 | Хендрик ван Дейк   | Рюди Кемна    | Франки Де Бёйст    |
| 2000 | Нико Экхаут        | Вим Омлоп     | Том Десмет         |
| 2001 | Герт Омлоп         | Кристоф Труве | Янек Томбак        |
| 2002 | Весли Ван Спейбрук | Горик Гардейн | Джеймс Ванландсхот |
| 2003 | Кристоф Керн       | Антони Геслин | Стефан ван Дейк    |
| 2004 | Герт Омлоп         | Рюди Кемна    | Роджер Хаммонд     |
| 2005 | Кун Барбе          | Томас Деккер  | Юре Зримшек        |
| 2006 | Филип Мейраге      | Арт Вирхаутен | Матье Пронк        |
| 2007 | Юрген Франсуа      | Иво Брёйн     | Пауль Мартенс      |